# 필립 홀
필립 홀(영어: Philip Hall, IPA: [ˈfɪlɪp hɔːl], 1904~1982)은 영국의 수학자이다. 군론에 큰 공헌을 하였다.

## 생애
1904년 4월 11일 런던에서 태어났고, 명문 사립 학교인 크라이스츠호스피털(영어: Christ’s Hospital)을 졸업한 뒤 케임브리지 대학교를 나왔다.
1951년에 왕립 학회의 회원이 되었고, 1961년에 왕립 학회 실베스터 메달을 수여받았다.
1982년 12월 30일 케임브리지에서 사망하였다.

## 같이 보기
- 쉴로브 기저
- 홀 결혼 정리